# RC Villebon 91
RC Villebon 91  - żeński klub piłki siatkowej z Francji. Swoją siedzibę miał w Villebon-sur-Yvette. Został założony w 1992, a rozwiązany w 2009.